# کلود موئت
کلود موئت (انگلیسی: Claude Moët; ۱ ژانویهٔ ۱۶۸۳ – ۱ ژانویهٔ ۱۷۶۰) کارآفرین فرانسوی هلندی‌تبار بود، که در سال ۱۷۴۳ شرکت موئت اند شندون را تأسیس کرد.